# Fulgurodes lilianae
Fulgurodes lilianae là một loài bướm đêm trong họ Geometridae.